# Partido do Centro (Noruega)
O Partido do Centro (em norueguês: Senterpartiet, Sp) é um partido político da Noruega.
O Sp foi fundado em 1920, com o nome de Partido dos Agricultores, tendo como principal programa a defesa dos interesses dos agricultores. O partido tornou-se relevante no panorama político da Noruega, tendo formado vários governos de coligação. Até 2005, o partido era alinhado com o bloco de centro-direita, mas tornou-se alinhado com o bloco de centro-esquerda, liderado pelo Partido Trabalhista Norueguês.
O Sp é um partido agrário, centrista, que defende a descentralização do poder e, apesar de nunca se ter alinhado com as grandes ideologias do século XX, recentemente refere-se que o partido adoptou a social-democracia.
Por fim, o Sp é declaradamente eurocéptico, tendo inscrito no seu programa, desde 1972, a sua oposição para com a entrada da Noruega na União Europeia.

## Ideologia
O Partido do Centro não se baseia em nenhuma das suas ideologias conhecidas no século XX no seu programa, mas baseia-se em seu próprio manifesto. Os valores do Partido do Centro estão divididos em quatro pontos principais:
- Oposição à liberalização económica e às forças do livre mercado;
- Descentralização de direitos de propriedade, poder, liquidação e capital;
- Maior igualdade entre diferentes grupos da sociedade;
- Moderação financeira e priorização de valores não materiais, como proteção ambiental.

Em 2017, o líder do partido Trygve Slagsvold Vedum afirmou que o aumento do partido nas pesquisas de opinião é "uma expressão de um nacionalismo saudável no povo".

## Resultados eleitorais

### Eleições legislativas
| Data | CI. | Votos   | %            | +/-  | Deputados | +/-     | Status   |
| ---- | --- | ------- | ------------ | ---- | --------- | ------- | -------- |
| 1921 | 4.º | 118 657 | 13,1 / 100,0 |      | 17 / 150  |         | Oposição |
| 1924 | 4.º | 131 706 | 13,5 / 100,0 | 0,4  | 22 / 150  | 5       | Oposição |
| 1927 | 4.º | 149 026 | 14,9 / 100,0 | 1,4  | 26 / 150  | 4       | Oposição |
| 1930 | 4.º | 190 220 | 15,9 / 100,0 | 1,0  | 25 / 150  | 1       | Governo  |
| 1933 | 4.º | 173 634 | 13,9 / 100,0 | 2,0  | 23 / 150  | 2       | Oposição |
| 1936 | 4.º | 168 038 | 11,5 / 100,0 | 2,4  | 18 / 150  | 5       | Oposição |
| 1945 | 5.º | 119 362 | 8,0 / 100,0  | 3,5  | 10 / 150  | 8       | Oposição |
| 1949 | 6.º | 85 418  | 4,9 / 100,0  | 3,1  | 12 / 150  | 2       | Oposição |
| 1953 | 5.º | 157 018 | 8,8 / 100,0  | 3,9  | 14 / 150  | 2       | Oposição |
| 1957 | 5.º | 154 761 | 8,6 / 100,0  | 0,2  | 15 / 150  | 1       | Oposição |
| 1961 | 5.º | 125 643 | 6,8 / 100,0  | 1,8  | 16 / 150  | 1       | Oposição |
| 1965 | 4.º | 191 702 | 9,4 / 100,0  | 2,6  | 18 / 150  | 2       | Governo  |
| 1969 | 4.º | 194 128 | 9,0 / 100,0  | 0,4  | 20 / 150  | 2       | Governo  |
| 1973 | 5.º | 146 312 | 6,8 / 100,0  | 2,2  | 21 / 155  | 1       | Oposição |
| 1977 | 4.º | 184 087 | 8,0 / 100,0  | 1,2  | 12 / 155  | 9       | Oposição |
| 1981 | 6.º | 103 753 | 4,2 / 100,0  | 3,8  | 11 / 155  | 1       | Governo  |
| 1985 | 4.º | 171 770 | 6,6 / 100,0  | 2,4  | 12 / 157  | 1       | Governo  |
| 1989 | 6.º | 171 269 | 6,5 / 100,0  | 0,1  | 11 / 165  | 1       | Governo  |
| 1993 | 3.º | 412 187 | 16,7 / 100,0 | 10,2 | 32 / 165  | 21      | Oposição |
| 1997 | 5.º | 204 824 | 7,9 / 100,0  | 8,8  | 11 / 165  | 21      | Governo  |
| 2001 | 6.º | 140 287 | 5,6 / 100,0  | 2,3  | 10 / 165  | 1       | Oposição |
| 2005 | 6.º | 171 063 | 6,5 / 100,0  | 0,9  | 11 / 169  | 1       | Governo  |
| 2009 | 5.º | 165 006 | 6,2 / 100,0  | 0,3  | 11 / 169  | Estável | Governo  |
| 2013 | 5.º | 155 357 | 5,5 / 100,0  | 0,7  | 10 / 169  | 1       | Oposição |
| 2017 | 4.º | 301 844 | 10,3 / 100,0 | 4,8  | 19 / 169  | 9       | Oposição |